# Everybody feels the same
「everybody feels the same」（エヴリバディ・フィールズ・ザ・セイム）は日本のロックバンド、くるりの25枚目のシングル。

## 概要
前作から約1年2ヶ月振りのシングル。吉田省念とファンファンが加入後の初めて発売するシングル。当初7月25日の発売が予定されていたが、8月1日に変更。ジャケット写真は、シングルとしては「ロックンロール」以来メンバー全員が登場。シングルとしては2008年9月に発売になった「さよならリグレット」以来、約3年11カ月ぶりにオリコン10位以内にチャートインした。
初回限定盤付属のDVDには、同年2月にソウルで始まったレコーディングのドキュメンタリーとツアー「くるりワンマンライブツアー2012～Clear Water Japones～」の鳥取・米子AZTiC laughs公演よりのパフォーマンス映像が収録される。
発売前日の7月31日に、レコ発公演としてまたライブの空間を通して「みんなの気持ちを1つにして盛り上がろう」というメンバーとスタッフの思いから実現するため、東京・代々木公園野外ステージにてフリーライブ「QURULI FREELIVE at YOYOGI 2012～everybody feels the same～」を行った。くるりがフリーライブを行うのは（インストアライブなどを除く）、2004年に京都駅ビルで開催して以来約8年ぶりで、首都圏での実施は初めてとなる。

## 収録曲

### CD
（全作詞・作曲：岸田繁（特記以外））
1. everybody feels the same
  - 作詞：くるり
  - 制作されたプロモーションビデオは、くるりとしては初めてYouTubeにて全編が公開された。ビデオには、これまで何度もサポート経験がありながら映像作品には登場していなかったあらきゆうこも出演している。
  - メンバー全員で作詞された。吉田の発案により、終盤でコールされる都市名は、世界で人口密度の高い都市からカウントダウンする形で選ばれている（1位が東京、世界の都市圏人口の順位も参照）。なお、コールされる都市のある国すべてが原子力発電所の保有国であることはたまたま後になって岸田が気が付いたという[3][注釈 1]。
  - andymori（当時、現AL）の小山田壮平と藤原寛がコーラスとして参加している。
2. o.A.o
  - 作曲：くるり
  - 大鵬薬品「チオビタドリンク」CMソング
3. my sunrise
  - サントリーフーズ「サントリー天然水」CMソング。同年4月4日よりレコチョクで着うた、RBTの配信が開始[4]。
4. ペンギンさん
  - 2011年のツアーで披露されていた楽曲。

### DVD
1. RECORDING DOCUMENTARY（2012.February-May）
2. LIVE at YONAGO AZTiC laughs（HOME TOWN／コンチネンタル／everybody feels the same）